# Île d'Ambès
L'île d'Ambès est une île fluviale de la Dordogne, située sur la commune de Ambès.